# Островно (озеро, Лавровская волость Себежского района)
Островно (Островно I) — озеро в муниципальном образовании сельское поселение «Себежское» (Лавровская волость) Себежского района Псковской области, к юго-востоку от Себежского озера.
Озеро находится на территории Себежского национального парка.
Площадь — 1,1 км² (112,0 га, с островами — 124 га). Максимальная глубина — 4,4 м, средняя глубина — 2,0 м. Площадь водосборного бассейна — 38,5 км².
На берегу озера расположена деревня Черново.
Проточное. Относится к бассейнам рек-притоков: Угоринка, Свольна, Дрисса, Западная Двина.
Тип озера лещово-уклейный с судаком. Массовые виды рыб: щука, лещ, плотва, окунь, красноперка, густера, уклея, ерш, карась, линь, язь, угорь, верховка, налим, вьюн, щиповка, пескарь, карп, пелядь.
Для озера характерны: в литорали — песок, камни, заиленный песок, глина, в центре — ил, песчано-каменистые гряды, в прибрежье — луга, огороды, поля, леса.